# Fernandina Beach
Fernandina Beach és una ciutat dels Estats Units d'Amèrica, seu del comtat de Nassau, a l'estat de Florida . Originalment rebia el nom de Fernandina, quan l'1 de gener del 1811, Enrique White, governador espanyol de la província de Florida Oriental, anomenà la vila de Fernandina, prop d'una milla d'on avui hi ha l'actual ciutat, en honor del rei Ferran VII. Aquell 10 de maig, Fernandina esdevingué la darrera vila assentada sota les lleis de les Índies a l'hemisferi occidental.

## Demografia
Segons el cens del 2008 Fernandina tenia 12.076 habitants.
Segons el cens del 2000, Beach tenia 10.549 habitants, 4.525 habitatges, i 2.941 famílies. La densitat de població era de 379,9 habitants/km².
Dels 4.525 habitatges en un 23,8% hi vivien nens de menys de 18 anys, en un 49,4% hi vivien parelles casades, en un 11,8% dones solteres, i en un 35% no eren unitats familiars. En el 28,5% dels habitatges hi vivien persones soles l'11,3% de les quals corresponia a persones de 65 anys o més que vivien soles. El nombre mitjà de persones vivint en cada habitatge era de 2,28 i el nombre mitjà de persones que vivien en cada família era de 2,78.
Per edats la població es repartia de la següent manera: un 20,2% tenia menys de 18 anys, un 7% entre 18 i 24, un 26% entre 25 i 44, un 28,8% de 45 a 60 i un 18% 65 anys o més.
L'edat mitjana era de 43 anys. Per cada 100 dones de 18 o més anys hi havia 88,1 homes.
La renda mitjana per habitatge era de 40.893 $ i la renda mitjana per família de 54.806 $. Els homes tenien una renda mitjana de 36.179 $ mentre que les dones 26.356 $. La renda per capita de la població era de 24.517 $. Entorn del 6,4% de les famílies i el 10,2% de la població estaven per davall del llindar de pobresa.

## Poblacions properes
El següent diagrama mostra les poblacions més properes.